# ルシーア・ペレス
ルシーア・ペレス・ビスカイーノ（Lucía Pérez Vizcaíno）は、スペイン・ガリシア州出身の歌手である。ルーゴ県のオ・インシオ出身で、2011年5月にドイツ・デュッセルドルフで行われたユーロビジョン・ソング・コンテスト2011のスペイン代表として「Que me quiten lo bailao」を歌った。

## 来歴
2002年、17歳にして、ガリシア・テレビ（Televisión de Galicia）の音楽オーディション番組「Canteira de Cantareiros」で優勝を果たし、歌手デビューする。翌年に初のアルバム『Amores y amores』が発売され、ガリシアでゴールドアルバムとなった。
2005年には「ガリシア・ソロイスト・ポップ・アルバム」賞を受賞する。同年、チリで行われたビーニャ・デル・マル国際歌唱フェスティバル（Viña del Mar International Song Festival）にスペイン代表として参加して「Qué haría contigo」を歌い、2位に入賞した。更に同じ年、「Amarás Miña Terra」がスペイン音楽賞の「ガリシア最優秀楽曲」に選ばれた。
2008年、3枚目のアルバム『Volar por los tejados』はスペインとチリで発売され、両国を幅ひろくツアーした。2009年にもビーニャ・デル・マル国際歌唱フェスティバルに参加している。2010年に発売された4枚目のアルバム『Dígocho en galego』（私はあなたにガリシア語でそれを言う）は全編がガリシア語で歌われている。
2011年、ユーロビジョン・ソング・コンテスト2011のスペイン代表を選ぶ国内選考デスティーノ・エウロビション（Destino Eurovisión）に参加し、2月18日に「Que me quiten lo bailao」を歌って決勝での勝利を収め、スペイン代表の座を勝ち取った。3月には、ワーナー・ミュージックと契約し、4月には同レーベルから5枚目となるアルバム『Cruzo los dedos』を発売した。

## ディスコグラフィー

### アルバム
| 年     | 題名                                                                | チャート順位 |
| 年     | 題名                                                                | SPA          |
| ------ | ------------------------------------------------------------------- | ------------ |
| 2003年 | Amores y amores - 1st Studio Album - レーベル: Lonxa Cultural       | —            |
| 2006年 | El tiempo dirá... - 2nd Studio Album - レーベル: Lonxa Cultural     | —            |
| 2009年 | Volar por los tejados - 3rd Studio Album - レーベル: Lonxa Cultural | —            |
| 2010年 | Dígocho en galego - 4th Studio Album - レーベル: Lonxa Cultural     | —            |
| 2011年 | Cruzo los dedos - 5th Studio Album - レーベル: Warner Music         | 31           |

### シングル
- Que me quiten lo bailao（2011）